# Slag bij Lutterberg (1758)
De Eerste Slag bij Lutterberg was een veldslag tijdens de Zevenjarige Oorlog.
De slag vond plaats op 10 oktober 1758 tussen een Frans leger van 42.000 man onder bevel van prins van Soubise, en een veel kleiner Brits-Hannoveriaans leger van 14.000 man onder bevel van generaal Christof von Oberg.

## Wat voorafging
Op 13 juli leverde Soubise, die na de Slag bij Roßbach het bevel over de Franse troepen had gekregen, slag met de geallieerde troepen bij Sondershausen. Hierna voltooide hij de verovering van Hessen.

## De veldslag
De twee legers leverden strijd bij het kleine plaatsje Lutterberg. Soubise gaf opdracht tot een aanval door het centrum, maar deze aanval liep vast op de geallieerde tegenstand. Hierop voerde hij een aanval over de flank uit, die wel slaagde.

## Gevolgen
Doordat het al laat in het seizoen was, achtervolgden de Fransen de geallieerden niet, en trokken zich terug in hun winterkwartieren in Frankfurt am Main.
Negen dagen na de slag ontving de prins de veldmaarschalksstaf.